# Nguyễn Chích
Nguyễn Chích (chữ Hán: 阮隻 1382–1448) hay Lê Chích (黎隻) là công thần khai quốc nhà Lê sơ, người tham gia khởi nghĩa Lam Sơn. Ông quê ở xã Đông Ninh, huyện Đông Sơn (nay là phường Đông Sơn) thuộc tỉnh Thanh Hóa, Việt Nam.
Ông là đệ nhất mưu sĩ của Bình Định Vương Lê Lợi trong thời kỳ chống quân Minh.

## Dựng căn cứ Hoàng – Nghiêu
Theo Văn bia quốc triều tả mệnh công thần, Nguyễn Chích mồ côi cả cha lẫn mẹ từ nhỏ. Ông là người ít nói, ít cười, hiền lành, trung thực, có chí lớn.
Năm Nguyễn Chích 25 tuổi, nước Đại Ngu của nhà Hồ mất do cuộc xâm lược của nhà Minh. Ông nuôi chí đánh đuổi người Minh để cứu nước.
Sử sách không chép rõ thời điểm Nguyễn Chích nổi dậy chống quân Minh, nhưng các nhà nghiên cứu cho rằng ông khởi nghĩa khoảng sau khi nhà Hậu Trần mất (1413) cho tới trước khi Lê Lợi khởi nghĩa ở Lam Sơn (1418). Căn cứ ban đầu mà ông xây dựng là tại Vạn Lộc. Từ Vạn Lộc, Nguyễn Chích đánh ra các vùng xung quanh, cả huyện Đông Sơn quân Minh không dám đến cướp phá.
Sau đó Nguyễn Chích tiến quân đánh chiếm núi Hoàng và núi Nghiêu là vùng giáp 3 huyện Đông Sơn, Nông Cống và Triệu Sơn, xây dựng khu vực này thành căn cứ lớn. Căn cứ này có vách núi dựng đứng và sông Hoàng chảy qua là chiến hào tự nhiên, thuận lợi cho việc phòng thủ lẫn tiến công.
Từ Hoàng Nghiêu, Nguyễn Chích mở rộng phạm vi hoạt động ra vùng lân cận ở Thanh Hoá và bắc Nghệ An. Sách Đại Nam nhất thống chí chép: "Hiệu lệnh của ông được thi hành ở các huyện Đông Sơn, Nông Cống và Ngọc Sơn".
Quân Minh lo lắng. Tướng người Việt theo quân Minh là Lương Nhữ Hốt tìm cách dụ hàng Nguyễn Chích nhưng thất bại.

## Gia nhập quân Lam Sơn
Năm 1418, Lê Lợi khởi nghĩa ở Lam Sơn (Thọ Xuân, Thanh Hoá). Nghe tin thanh thế của Nguyễn Chích, Lê Lợi sai người mang thư đến mời ông về cùng tham gia quân Lam Sơn. Nguyễn Chích đồng ý theo Lê Lợi, nhưng thời gian đầu ông vẫn ở căn cứ Hoàng Nghiêu. Từ Hoàng Nghiêu, ông mang quân ra đánh Lương Nhữ Hốt ở đồn Cổ Vô, được Lê Lợi phong chức Vinh lộc đại phu Lân hổ vệ tướng quân. Sau đó Lê Lợi lại phong ông làm Đô đốc đạo phủ quản tổng đô đốc quân dân, tước Quan nội hầu.
Cuối năm 1420, ông mang toàn bộ lực lượng gia nhập với Lê Lợi – lúc đó đóng ở Mường Nanh. Ông được Lê Lợi phong làm Thiết đột hữu vệ Đồng tổng đốc chủ quân sự.
Từ năm 1421 đến 1423, ông tham gia nhiều trận đánh với quân Lam Sơn như trận Ba Lẫm (tháng 12 năm 1421) và trận Sách Khôi (tháng 2 năm 1422) đánh bại 10 vạn quân Minh của Trần Trí. Trong những trận đánh nêu trên, Nguyễn Chích đã thể hiện tài năng mật thám vượt trội của mình. Đội ngũ gián điệp dưới trướng của ông đã nhiều lần cung cấp những thông tin hữu ích góp phần vào những thắng lợi đó. Nhờ công lao đó, ông được Lê Lợi thăng lên chức thiếu uý.

## Dâng hiến kế vào Nghệ An
Từ năm 1418 đến 1423, quân Lam Sơn chỉ hoạt động quanh quẩn ở vùng núi Thanh Hoá, bị quân Minh nhiều lần đánh bại. Trong tình thế khó khăn, Lê Lợi đã phải giảng hoà với quân Minh để củng cố thực lực. Cuối năm 1424, khi sứ giả quân Lam Sơn là Lê Trăn bị quân Minh bắt giữ, Lê Lợi bèn cắt đứt giảng hoà với địch.
Vào thời điểm đó, Nguyễn Chích đã hiến kế với Lê Lợi:
Nghệ An là nơi hiểm yếu, đất rộng người đông. Tôi đã từng qua lại Nghệ An nên rất thông thuộc đường đất. Nay hãy đánh trước lấy Trà Lân, chiếm cho được Nghệ An để làm chỗ đứng chân, rồi dựa vào nhân lực tài lực đất ấy mà quay ra đánh Đông Quan thì có thể tính xong việc dẹp yên thiên hạ.
Chấp thuận kế hoạch của ông, Lê Lợi quyết định tiến vào Nghệ An. Đầu tiên quân Lam Sơn tập kích đồn Đa Căng (nay thuộc xã Vạn Hòa - Nông Cống, Thanh Hoá). Tháng 11 năm 1424 quân Lam Sơn liên tiếp giành thắng lợi, hạ thành Trà Lân và tiến vào Nghệ An, sau đó đánh bại quân Minh ở Khả Lưu, Bồ Ải (tháng 5 năm 1425).
Thành Nghệ An bị bao vây cô lập, quân Lam Sơn tiến ra đánh Diễn châu và Tây Đô (tháng 6 năm 1425). Nhân đà thắng lợi, tháng 8 năm 1425, Lê Lợi sai Trần Nguyên Hãn mang quân vào đánh chiếm đất Tân Bình và Thuận Hoá. Hai thành này cũng bị vây.
Các nhà sử học đánh giá rất cao về kế vào Nghệ An của Nguyễn Chích. Chỉ trong vòng chưa đầy 1 năm kể từ khi thực hiện kế hoạch của ông, quân Lam Sơn làm chủ 1 vùng rộng lớn từ Thanh Hoá và Thuận Hoá, bao vây các thành địch. Nếu so sánh với thời gian 6 năm 1418 – 1423 chỉ quanh quẩn ở mấy huyện ở Thanh Hoá thì thấy hiệu quả của việc thay đổi chiến thuật này rất lớn.

## Tiến ra bắc
Tháng 9 năm 1426, Lê Lợi kéo đại quân ra bắc, quân Lam Sơn liên tiếp thắng trận, đánh tan các đạo viện binh của Vương An Lão và Vương Thông, đẩy quân Minh vào thế phòng thủ ở Đông Quan và các thành ở Bắc Bộ. Trong thời gian đó, Nguyễn Chích được giao việc vây thành Nghệ An. Sau đó ông được Lê Lợi điều ra bắc, giữ chức tổng tri Hồng Châu và Tân Hưng.
Đầu năm 1427, ông cùng tướng Bùi Quốc Hưng mang quân bao vây, hạ thành Tiêu Diêu (Gia Lâm, Hà Nội) và Thị Cầu (Bắc Ninh), quân Minh trong hai thành này phải mở cửa ra hàng.
Sau khi các tướng vây thành Đông Quan là Đinh Lễ, Lý Triện tử trận và Nguyễn Xí cùng Đỗ Bí bị bắt khi quân Minh đánh úp từ trong ra, Lê Lợi điều ông về vây mặt nam thành này.
Cuối năm 1427, viện binh của Liễu Thăng và Mộc Thạnh lại sang cứu Vương Thông. Nguyễn Chích cùng Phạm Văn Xảo, Trịnh Khả, Lê Khuyển lên trấn ải Lê Hoa để chặn Mộc Thạnh. Nghe tin đạo quân Liễu Thăng bị tiêu diệt, Mộc Thạnh rút quân về nước. Quân Lam Sơn đuổi theo truy kích một trận nữa.

## Công thần nhà Hậu Lê
Khởi nghĩa Lam Sơn thắng lợi, Lê Lợi lên ngôi, lập ra nhà Hậu Lê. Năm 1429, Nguyễn Chích được phong tước Đình thượng hầu, ban cho họ Lê của vua. Từ đó ông được gọi là Lê Chích.
Thời gian đầu, Lê Chích được tham gia triều chính nhưng sau đó ông bị Lê Lợi cách chức. Các nhà nghiên cứu phỏng đoán rằng, sử không chép rõ về tội lỗi của ông, việc ông bị cách chức do sự nghi ngại công thần của Lê Lợi.
Năm 1433, Lê Thái Tổ mất, con là Lê Thái Tông lên thay. Lê Chích được phục chức làm Đồng tổng quản châu Hoá, trấn thủ Thát Ải.
Quân Chiêm Thành hai lần cướp phá, ông đều chặn đánh tan, giữ yên biên giới phía nam. Sau đó, Lê Chích còn lập công trong 2 lần đi đánh Chiêm Thành, được phong tước Đình hầu.
Tháng chạp năm 1448, Nguyễn Chích mất, thọ 67 tuổi. Lê Nhân Tông truy tặng ông làm Nhập nội tư không bình chương sự, Hiến quốc công, thụy hiệu là Trinh Vũ.
Thời Nguyễn, Gia Long liệt ông vào làm bậc công thần khai quốc nhà Lê thứ nhì (năm 1802).

## Đánh giá
Trong sách Kiến văn tiểu lục, Lê Quý Đôn ca ngợi ông như sau:
Bầy tôi có ông khai quốc, kể về bậc tài trí cần lao không phải là hiếm nhưng sở dĩ [vua Lê Thái Tổ] đã bình định được cả nước là do mưu chước của Lê Chích… Không cần phải đánh mà được thành Đông Đô, lấy hòa hiếu để kết thúc chiến tranh, tuy là mưu kế của Nguyễn Trãi, nhưng trước hết làm cho căn bản mạnh để thu thắng lợi hoàn toàn thực chất là bắt đầu từ Lê Chích.

## Ghi công
Tại xã Đông Ninh (nay là phường Đông Sơn) hiện có đền thờ và văn bia Tướng quân Nguyễn Chích .
Tại phố Thống Nhất 1, phường Trường Thi (nay là phường Hạc Thành) có đền thờ Tướng quân Nguyễn Chích .
Tên của ông còn được đặt cho một đường phố của phường Nam Ngạn, thành phố Thanh Hoá (nay là phường Hàm Rồng) và Trường Năng khiếu Đông Sơn.

## Gia đình
Vợ là bà Nguyễn Thị Bành, một trong những nữ tướng hiếm hoi trong lịch sử các triều đại phong kiến Việt Nam.